# Luoding Jiang
Luoding Jiang är ett vattendrag i Kina. Det ligger i provinsen Guangdong, i den södra delen av landet, omkring 150 kilometer väster om provinshuvudstaden Guangzhou.
Genomsnittlig årsnederbörd är 2 179 millimeter. Den regnigaste månaden är maj, med i genomsnitt 327 mm nederbörd, och den torraste är januari, med 37 mm nederbörd.